# Dea Morosini
Dea Morosini, auch Aliodea oder Alidea († 1478 in Venedig), war durch die 1424 erfolgte Heirat mit dem späteren Dogen Niccolò Tron während seiner Amtszeit vom 23. November 1471 bis zu seinem Tod am 28. Juli 1473 Dogaressa der Republik Venedig. Sie überlebte ihren Ehemann um rund fünf Jahre. Mindestens vom 17. bis zum 19. Jahrhundert galt sie als Ideal einer Frau, da sie als überaus schön und zugleich tief religiös galt. Dies stand in hartem Kontrast zu ihrem Ehemann, der versuchte, den gemeinsamen Sohn Filippo, obwohl er selbst Doge war und dies damit untersagt war, in den mächtigen Rat der Zehn zu hieven, und dies sogar als einer der drei Capi, der Leiter des Gremiums. Auch die überaus prächtige Inszenierung des Einzugs und der Krönung Morosinis erregte Anstoß.

## Leben

### Herkunft, eigene Familie
Dea Morosini entstammte einer der angesehensten und einflussreichsten Familien Venedigs, während ihr Ehemann Niccolò Tron einer Aufsteigerfamilie angehörte. Das Paar heiratete 1424, was seine Karrierechancen und sein Ansehen ungemein erhöhte. Wie Tron konstatierte, habe er seine Erfolge nur den Gebeten und dem Lebenswandel seiner Frau zu verdanken. Ihr Vater war Silvestro Morosini dalla Sbarra, Botschafter in Frankreich und Provveditore dell’Armata, also auch im militärischen Bereich führend.
Die beiden hatten sieben Kinder, darunter zwei Söhne, nämlich Filippo und Giovanni. Giovanni wurde allerdings 1471 in osmanischer Gefangenschaft gevierteilt, Filippo starb 1501, womit die männliche Linie ausstarb. Die übrigen, nicht erbberechtigten fünf Kinder, die Töchter, waren Franceschina, Cassandra, Cecilia, Lucia und Orsa. Sie wurden im Rahmen der üblichen Heiratspolitik an junge Männer der adligen Familien Dolfin, Duodo, Michiel, Querini und Contarini verheiratet, einflussreiche Großfamilien, mit denen die Familie enge Kontakte unterhielt.

### Dogaressa
Ihre Krönung als Dogaressa gilt als eine der prächtigsten, die bis dahin aufgeführt worden waren. Sie wurde, in einen goldenen Mantel gekleidet, aus ihrem Palast bei San Silvestro abgeholt und in Begleitung zahlreicher Patrizier schließlich auf dem Bucintoro über den Canal Grande zum Markusplatz geleitet. In einer Prozession wurde sie unter Trompeten- und Flötenklängen, in Begleitung der wichtigsten Amtsinhaber, wie des Großkanzlers (Cancellier Grande), der Prokuratoren von San Marco, von Consiglieri und Senatoren, in den Dogenpalast geleitet, ihre Residenz. Der Einzug der Dogaressa bot zudem den Arti (den Zünften) die Gelegenheit, eine prachtvolle, ihre Bedeutung augenfällig machende Rolle zu spielen.
Dea Morosini wurde zudem wegen ihrer Schönheit gerühmt, galt aber zugleich als sehr bescheiden, was dem seinerzeitigen Frauenideal entsprach. Sie galt geradezu als ‚Venus‘ ihrer Epoche, zugleich als „principessa religiosissima“, sie starb im ‚Ruf der Heiligkeit‘, wie Giovanni Palazzi 1681 ausführte. Viele Autoren glaubten daher, der von ihr selbst bevorzugte Name Dea, der für sich genommen „Göttin“ bedeutet, sei nur ein Beiname gewesen, ohne dies jedoch zu skandalisieren. Diese Schönheit stand in hartem Kontrast zum Äußeren ihres Mannes, wie es Marin Sanudo beschrieb. Dieser beschreibt den Dogen als dick, hässlich und außerdem spucke er beim Sprechen („grosso, brutto di fazza, che parlando spiumava per i lavri“).

## Begräbnisstätte
Im Gegensatz zur Prachtentfaltung ihres Einzuges und ihrer Krönung wünschte sie für sich ein einfaches Begräbnis im Observantenkloster und wollte nicht im prachtvollen Mausoleum ihrer Familie in der Frari-Kirche beigesetzt werden. Sie bevorzugte ein vergleichsweise einfaches Grab in San Giobbe mit einer entsprechenden Inschrift.